# BK 37
Il Bordkanone BK 3,7 era un cannone aeronautico automatico anticarro/antibombardiere basato sul predecessore Flak 18 da 37 mm prodotto dalla Rheinmetall, di cui è una variante.
Era montato su aerei della Luftwaffe nella seconda guerra mondiale nelle versioni anticarro o antibombardiere dei Junkers Ju 87 D-3, G-1 e G-2, Henschel Hs 129 B-2/R3, Messerschmitt Bf 110 G-2/R1-3, e altri.
Il cannone era attaccato sotto le ali o sotto la fusoliera all'interno di un pod con un caricatore da 12 colpi. Sparava proiettili di calibro 37×263B mm solitamente Armour-Piercing Composite Rigid (nucleo duro al tungsteno) o High Explosive con un rateo di fuoco di 160 colpi al minuto.

## Storia di servizio
Il BK-37 equipaggiato sugli aerei da attacco al suolo era stato sviluppato per un impiego in ruoli anticarro nel tentativo di mitigare la grande superiorità numerica dei T-34 sovietici quando l'Unione Sovietica entrò in guerra contro la Germania. Il progetto era piuttosto rudimentale, il cannone soffriva di vari problemi (soprattutto scarsa precisione, appesantimento del velivolo che diventava quindi vulnerabile contro i caccia e scarsa riserva di munizioni) ma è stato estremamente efficace quando manovrato da un pilota esperto e pratico nelle tecniche di attacco al suolo (Hans-Ulrich Rudel nel suo Stuka armato di BK-37 ne è l'esempio più celebre).
La serie di aerei d'attacco (caccia pesanti) bimotore Junkers Ju 88 armata di autocannoni con calibro pesante usava una coppia di cannoni BK 37 montati in un pod saldato alla fusoliera nelle versioni Ju88P-2 e P-3. La versione P-3 differiva per una maggiore corazzatura. Il Ju 88P-2 e P-3 sono stati ritenuti poco efficaci nei ruoli anticarro e antibombardiere, così come gli altri modelli della variante P.
In contrasto con la precedente tattica di bombardamento in picchiata, che prevedeva lo sganciamento di bombe in una traiettoria perpendicolare all'obbiettivo, quando il BK 37 fu adottato negli attacchi dall'alto (perpendicolari) contro torrette poco corazzate e compartimenti motore dei carri, le distruzioni degli obbiettivi avvenivano con un proiettile AP (Armor-Piercing, perforante) relativamente leggero e economico e che poteva, dunque, essere trasportato in maggiori quantità rispetto alle bombe, ma che si rivelavano inefficaci se sparati orizzontalmente. Questa fu la prima implementazione di un cannone aeronautico medio nell'attacco in picchiata contro obbiettivi corazzati, e fu d'ispirazione per i design successivi, come il GAU-8/A Avenger equipaggiato sui Fairchild-Republic A-10 Thunderbolt II. Per quanto rivoluzionaria, la tecnica fu adottata troppo tardi e in numero esiguo per poterne apprezzare l'impatto che avrebbe avuto nella guerra da parte della Germania.
Uno dei due Junkers Ju 87 sopravvissuti è un modello G-2 messo in mostra al Royal Air Force Museum di Londra. Le ali dell'aereo hanno i punti d'attacco per i pod BK 37 ma non sono montati.